# National Army Museum

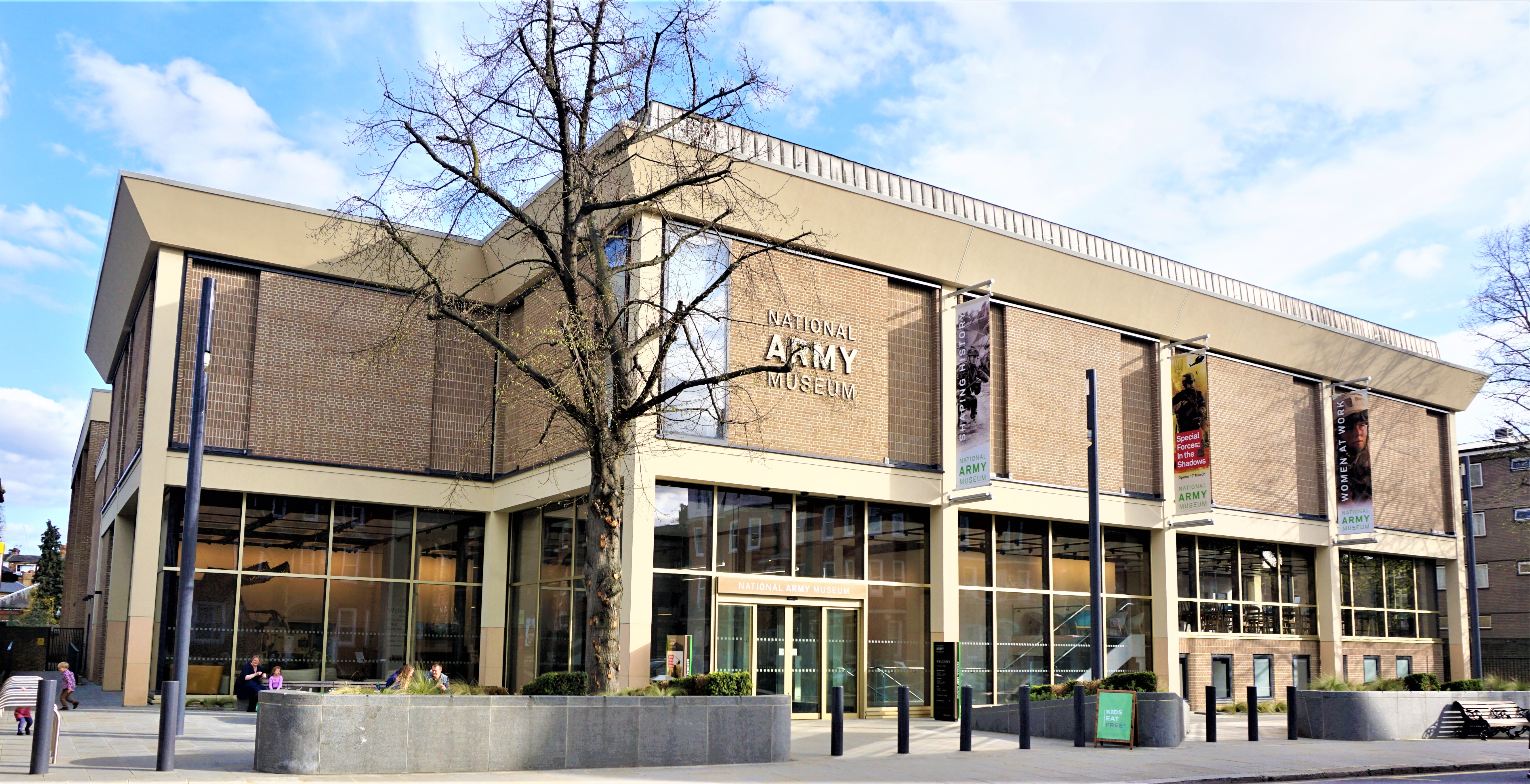
Haupteingang

Das National Army Museum in London ist das zentrale Militärmuseum des britischen Heeres.
Das Museum wurde 1960 eröffnet und befand sich zunächst bei der Royal Military Academy Sandhurst. Im Jahr 1971 wurde es in einen vom Architekten William Holford entworfenen Neubau neben dem Royal Hospital im Londoner Stadtteil Chelsea verlegt. Auf dem Gelände befand sich früher das Wohnhaus von Robert Walpole, dem ersten Premierminister des Vereinigten Königreichs. Nachdem dieses abgerissen worden war, errichtete John Soane auf dem Grundstück eine neue Krankenstation für das Hospital. 1941 wurde diese durch Luftangriffe während des London Blitz zerstört.
Das Museum zeigt auf vier Stockwerken Exponate aus der Geschichte der britischen Landstreitkräfte von der Aufstellung eines stehenden Heeres zu Beginn des  englischen Bürgerkriegs im 17. Jahrhundert an bis zum Afghanistan- und Irakkrieg im 21. Jahrhundert. 2024 betrug die Besucherzahl etwa 178.000 Personen. Waffen und Rüstungen sind dagegen in den Museen der Royal Armouries ausgestellt, das Imperial War Museum beschäftigt sich in erster Linie mit der Geschichte der beiden Weltkriege.